# Les Mées (Alpes da Alta Provença)
Les Mées é uma comuna francesa na região administrativa da Provença-Alpes-Costa Azul, no departamento dos Alpes da Alta Provença. Estende-se por uma área de 65,4 km². Em 2010 a comuna tinha 3 784 habitantes (densidade: 57,9 hab./km²).